# Reggenza di Pesisir Meridionale
La reggenza di Pesisir Meridionale (in indonesiano: Kabupaten Pesisir Selatan) è una reggenza dell'Indonesia, situata nella provincia di Sumatra Occidentale.